# Ville-en-Blaisois
Ville-en-Blaisois è un comune francese di 179 abitanti situato nel dipartimento dell'Alta Marna nella regione del Grand Est.

## Società

### Evoluzione demografica
Abitanti censiti